# Tom Mankiewicz

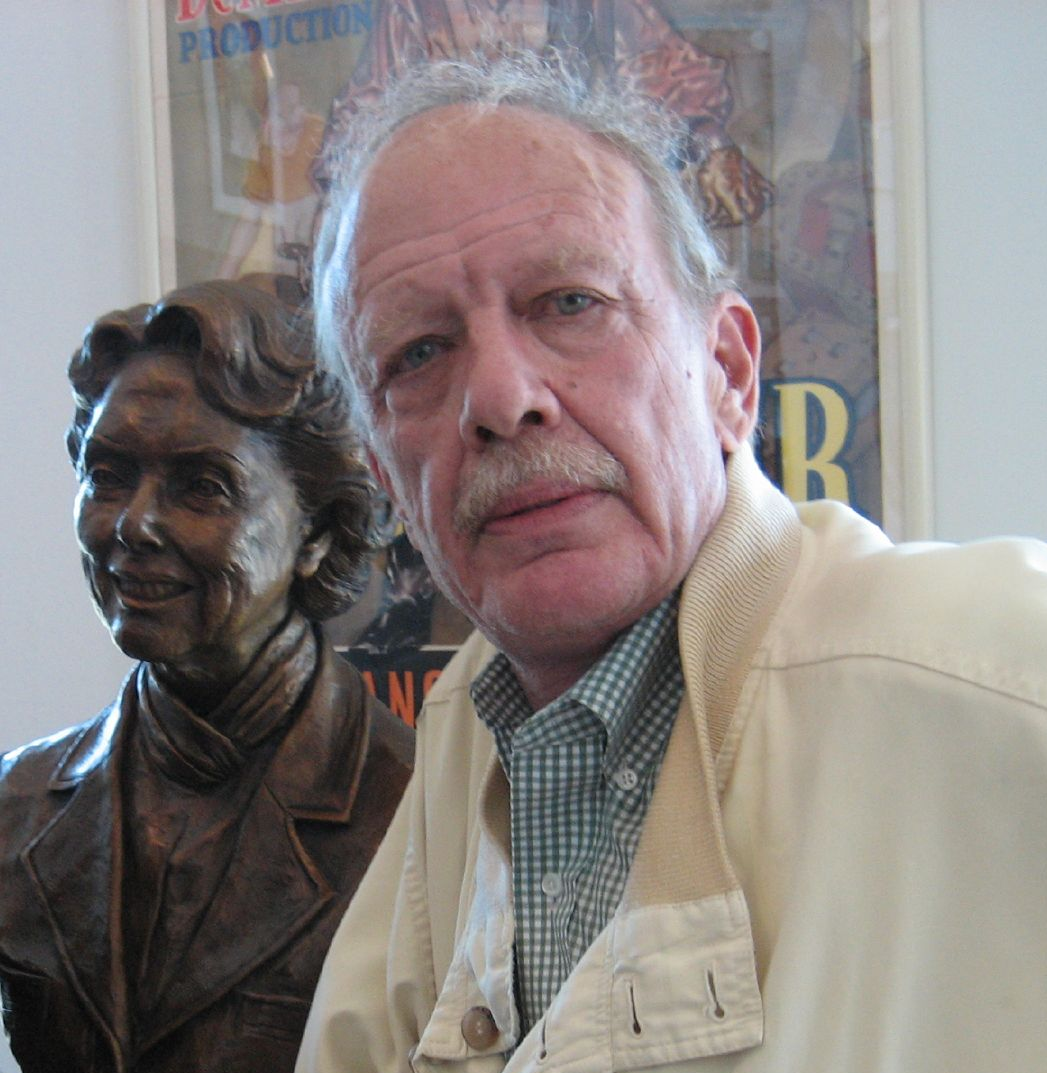
Tom Mankiewicz (2007)

Thomas Frank Mankiewicz (* 1. Juni 1942 in Los Angeles, Kalifornien; † 31. Juli 2010 ebenda) war ein US-amerikanischer Drehbuchautor und Regisseur.

## Biografie
Tom Mankiewicz war der Sohn des Filmregisseurs Joseph L. Mankiewicz und der Schauspielerin Rose Stradner. Sein Onkel Herman J. Mankiewicz schrieb das Drehbuch zu Citizen Kane (1941).
Tom Mankiewicz wuchs in Beverly Hills und New York auf. Er studierte an der Exeter Academy und an der Yale University. Dank der Verbindungen seiner Familie knüpfte Mankiewicz früh Verbindungen ins Filmgeschäft. Die Sommermonate verbrachte er häufig an den Sets der Filme, an denen sein Vater gerade arbeitete. Seine Karriere im Filmgeschäft begann er 1961 als Produktionsassistent bei dem Film Die Comancheros mit John Wayne. Ab 1966 verfasste er Drehbücher.
Mankiewicz schrieb das Buch für das auf dem Film Georgy Girl basierende Musical Georgy. Durch die Aufführung des Musicals im Jahr 1970 wurde David Picker von United Artists auf Mankiewicz aufmerksam. Er suchte seinerzeit mit Albert R. Broccoli nach einem Autor, um das Drehbuch zu Diamantenfieber umzuschreiben. Da Diamantenfieber in Las Vegas spielen sollte, wollte Broccoli einen jungen Amerikaner als Autoren. Man bot Mankiewicz einen Vertrag an, was letztlich zu seiner langjährigen Mitarbeit an der James-Bond-Filmreihe führte. Bei Diamantenfieber wurde Mankiewicz gemeinsam mit dem ursprünglichen Autor Richard Maibaum als Drehbuchautor genannt. Das Buch zum nächsten Bond Leben und sterben lassen schrieb Mankiewicz allein, bevor er für Der Mann mit dem goldenen Colt wieder gemeinsam mit Maibaum am Drehbuch arbeitete. Für Der Spion, der mich liebte schrieb er einen frühen Entwurf, ohne im Abspann genannt zu werden. Seine letzte Arbeit an einem James-Bond-Film war für Moonraker, als er den Entwurf für eine mögliche Rahmenhandlung verfasste.
Neben seiner Arbeit für die James-Bond-Verfilmungen überarbeitete Mankiewicz die Drehbücher für Superman (1978) und Superman II (1980), wurde im Vorspann aber nur als künstlerischer Berater genannt.
Sein Debüt als Filmregisseur gab er 1987 mit dem Film Schlappe Bullen beißen nicht, zuvor inszenierte er einige Episoden der Serie Hart aber herzlich.
Im Mai 2012 erschien die Autobiographie My Life as a Mankiewicz: An Insider’s Journey through Hollywood, die in Zusammenarbeit mit Robert Crane entstand.

## Filmografie (Auswahl)

### Als Drehbuchautor
- 1971: Diamantenfieber (Diamonds Are Forever)
- 1973: Leben und sterben lassen (Live and Let Die)
- 1974: Der Mann mit dem goldenen Colt (The Man with the Golden Gun)
- 1976: Der Adler ist gelandet (The Eagle Has Landed)
- 1976: C.R.A.S.H. (Mother, Jugs & Speed)
- 1979: Hart aber herzlich  – Pilot (Hart to Hart - Pilot), daneben war er für viele Folgen der Serie beratend als creative consultant tätig
- 1985: Der Tag des Falken (Ladyhawke)

### Als Regisseur
- 1987: Schlappe Bullen beißen nicht (Dragnet)
- 1990: Jack allein im Serienwahn (Delirious)
- 1993: Taking the Heat (Taking the Heat)
- 1996: Hart aber herzlich – Operation Jennifer (Hart to Hart: Till Death do us Hart)